# Adriano Paolo Morando
Adriano Paolo Morando (Milano, 21 gennaio 1949 – Carnate, 5 ottobre 2013) è stato un ingegnere italiano, appassionato di storia e filosofia della scienza.
A lui, in collaborazione con la Fiat Ferroviaria, si deve il primo modello matematico (in Europa) di un treno destinato all'alta velocità (progenitore dell'ETR.500) inoltre elaborò, sulla base di un'idea dell'ingegnier Lanzavecchia, tutta la parte teorico-matematica di un particolare ed innovativo convertitore per l'alimentazione delle linee elettriche ferroviarie. Anche dopo aver lasciato la carriera di progettista e ricercatore per i sistemi ferroviari ha continuato ad occuparsi del settore scrivendo anche importanti trattati.

## Biografia
È stato professore di elettrotecnica e poi di elettrotecnica ed elettronica applicata presso il Politecnico di Milano a partire dall'anno accademico 1986-1987. Nel 2007 insegna anche storia ed epistemologia delle scienze elettromagnetiche presso il Politecnico di Milano.
La passione per la storia della scienza lo ha portato ad approfondire lo sviluppo storico delle discipline elettromagnetiche ed a raccogliere testi e scritti originali dei più importanti fisici della materia. Ora tale patrimonio è disponibile presso il fondo librario Morando collocato all'Università Bicocca di Milano. Divenne un grande studioso di storia delle scienze elettriche e dell'opera scientifica di James Clerk Maxwell.
Esimio conoscitore della storia dell'elettricità a Milano ed in Italia ha scritto molte opere su questo argomento.
A Morando è stata intitolata nel 2017 una borsa di studio per attività di ricerca nel settore della storia dell'elettrotecnica e dell'industria elettrica presso l'Università di Pavia.
Il 5 ottobre 2019, gli è stato dedicato a Volpago del Montello, l’Auditorium della Biblioteca Comunale in ricordo delle sue conferenze e per aver portato il Professor Ercole Bottani nella sua terra di origine.

## Opere
- Adriano Paolo Morando e Sonia Leva, Elettrotecnica. Reti e Campi, Società Editrice Esculapio, 1998, ISBN 9788886524216.
- Adriano Paolo Morando, La Teoria di Maxwell, Società Editrice Esculapio, 2015, ISBN 9788874888504.